# Vrana (Cres)
Vrana je naselje na otoku Cresu. Administrativno, naselje pripada gradu Cresu.

## Zemljopisni položaj
Nalazi se unutrašnjosti otoka, jugoistočno od Vranskog jezera, uz cestu Cres - Mali Lošinj. Nadmorska visina naselja je oko 240 metara. Južni rub Vranskog jezera se nalazi oko 1000 metara zapadno od mjesta.
Najbliža naselja su Stanić (1 km sjeverozapadno, napušteno), Orlec (5 km sjeverno) i Grmov (3 km jugozapadno).

## Stanovništvo
Prema popisu iz 2001. godine, naselje ima 16 stanovnika. Naselje ima desetak kuća.
| broj stanovnika | 109   | 110   | 42    | 38    | 37    | 36    | 104   | 93    | 47    | 45    | 36    | 41    | 27    | 20    | 16    | 12    | 7     |
|                 | 1857. | 1869. | 1880. | 1890. | 1900. | 1910. | 1921. | 1931. | 1948. | 1953. | 1961. | 1971. | 1981. | 1991. | 2001. | 2011. | 2021. |

## Vanjske poveznice
- Grad Cres: Naselja na području grada Cresa